# Liste der Baudenkmäler in Hafenlohr
Auf dieser Seite sind die Baudenkmäler in der unterfränkischen Gemeinde Hafenlohr zusammengestellt. Diese Tabelle ist eine Teilliste der Liste der Baudenkmäler in Bayern. Grundlage ist die Bayerische Denkmalliste, die auf Basis des Bayerischen Denkmalschutzgesetzes vom 1. Oktober 1973 erstmals erstellt wurde und seither durch das Bayerische Landesamt für Denkmalpflege geführt wird. Die folgenden Angaben ersetzen nicht die rechtsverbindliche Auskunft der Denkmalschutzbehörde.

## Baudenkmäler nach Gemeindeteilen

### Hafenlohr
| Lage                                                      | Objekt                                                                                | Beschreibung | Akten-Nr.              | Bild                                                                                  |
| --------------------------------------------------------- | ------------------------------------------------------------------------------------- | --- | ---------------------- | ------------------------------------------------------------------------------------- |
| Hafenlohrer Weg (Standort)                                | Bildstock                                                                             | ornamentiertes Postament mit Säule sowie kreuzbekröntem Flachnischenaufsatz mit seitlichen Voluten über gemauertem Tischsockel, Sandstein, bez. 1688 | D-6-77-135-28 Wikidata | BW                                                                                    |
| Hauptstraße 4 (Standort)                                  | Ehemaliges Gut des Klosters Neustadt                                                  | Gutshaus, zweigeschossiger Mansard-Halbwalmdachbau mit Eckpilastern und geohrten Sandsteinrahmungen, barock, 1. Hälfte 18. Jh. | D-6-77-135-1 Wikidata  | weitere Bilder                                                                        |
| Hauptstraße 4 (Standort)                                  | Ehemaliges Gut des Klosters Neustadt                                                  | Nebengebäude, eingeschossiger giebelständiger Mansard-Halbwalmdachbau | D-6-77-135-1 Wikidata  | BW                                                                                    |
| Hauptstraße 4 (Standort)                                  | Ehemaliges Gut des Klosters Neustadt                                                  | Hoftor, korbbogige Toreinfahrt mit reicher Sandsteingliederung und Rundgiebel, seitliche Pforte mit geradem Sturz und Rundgiebel, barock, 1727–29 | D-6-77-135-1 Wikidata  | weitere Bilder                                                                        |
| Hauptstraße 4 (Standort)                                  | Ehemaliges Gut des Klosters Neustadt                                                  | Garten- und Hofmauer, Bruchstein, 18. Jh., Verlauf teilweise verändert 1. Hälfte 20. Jh. | D-6-77-135-1 Wikidata  | BW                                                                                    |
| Hauptstraße 4 (Standort)                                  | Bildnische                                                                            | Rustizierter Sandsteinpfeiler mit Platte sowie Backsteinaufbau mit Segmentbogennische, in Hofmauer eingefügt, im Kern wohl 18. Jahrhundert, später verändert | D-6-77-135-15 Wikidata | Bildnische                                                                            |
| Hauptstraße 8 (Standort)                                  | Ehemaliges Gasthaus „Zum Anker“, jetzt Vereins- und Bürgerhaus der Gemeinde Hafenlohr | Zweigeschossiger Halbwalmdachbau mit verputztem Fachwerkobergeschoss über hohem Sockel in Ecklage, 18. Jahrhundert | D-6-77-135-2 Wikidata  | Ehemaliges Gasthaus „Zum Anker“, jetzt Vereins- und Bürgerhaus der Gemeinde Hafenlohr |
| Hauptstraße 12 (Standort)                                 | Wohnhaus                                                                              | zweigeschossiger giebelständiger Krüppelwalmdachbau mit Zierfachwerkobergeschoss über hohem Kellersockel, 1. H. 18. Jh. | D-6-77-135-3 Wikidata  | Wohnhaus                                                                              |
| Hauptstraße 14 (Standort)                                 | Bildstock                                                                             | rustizierter Sockel mit Muschelnische und eingestellter Figur der Pietà, in Hausecke eingefügt, Sandstein, 1. Hälfte 19. Jh. | D-6-77-135-4 Wikidata  | Bildstock                                                                             |
| Hauptstraße 22 (Standort)                                 | Wohnhaus                                                                              | zweigeschossiger verputzter Fachwerkbau mit giebelständigem Krüppelwalmdach, 18./19. Jh. | D-6-77-135-5 Wikidata  | BW                                                                                    |
| Hauptstraße 22 (Standort)                                 | Pforte                                                                                | Türsturz mit Rankenkartusche, Sandstein, bez. 1730 | D-6-77-135-5 Wikidata  | Pforte                                                                                |
| Hauptstraße 26 (Standort)                                 | Keller                                                                                | mit Rundbogentor, Sandstein, bez. 1666 | D-6-77-135-6 Wikidata  | BW                                                                                    |
| Hauptstraße 28 (Standort)                                 | Wohnhaus                                                                              | Zweigeschossiger giebelständiger Satteldachbau mit verputztem Fachwerkobergeschoss, 18. Jh. | D-6-77-135-7 Wikidata  | weitere Bilder                                                                        |
| Hauptstraße 30 (Standort)                                 | Gasthaus zum weißen Roß                                                               | zweigeschossiger giebelständiger Satteldachbau mit verputztem Fachwerkobergeschoss sowie schmiedeeisernem Ausleger, 18. Jh. | D-6-77-135-8 Wikidata  | BW                                                                                    |
| Hauptstraße 30a (Standort)                                | Hofpforte                                                                             | mit geradem Sturz, Sandstein, bez. 1781, erneuert | D-6-77-135-8 Wikidata  | BW                                                                                    |
| Hauptstraße 41 (Standort)                                 | Bildstock                                                                             | Pfeiler mit Inschrift, Aufsatz mit ornamentierter Muschelnische und Figur der Pietà, in Hauswand eingelassen, Sandstein, bez. 1609, Muschelnische 18./19. Jh., erneuert                                                                                                  | D-6-77-135-9 Wikidata  | BW                                                                                    |
| Hauptstraße 43 (Standort)                                 | Bauernhof                                                                             | Wohnhaus, zweigeschossiger traufständiger Satteldachbau mit verputztem Fachwerkobergeschoss und rundbogiger Tordurchfahrt mit Hochwassermarken, bez. 1830 | D-6-77-135-10 Wikidata | Bauernhof                                                                             |
| Hauptstraße 45 (Standort)                                 | Fassade                                                                               | Erdgeschoss mit profilierten und geohrten Fensterrahmungen, Sandstein, barock, bez. 1765 | D-6-77-135-11 Wikidata | BW                                                                                    |
| Hauptstraße 46, 48 (Standort)                             | Wohnhaus                                                                              | Eingeschossiges verputztes Fachwerkhaus mit giebelständigem Mansarddach, Erdgeschoss teilweise massiv erneuert, 18./19. Jh. | D-6-77-135-12 Wikidata | BW                                                                                    |
| Hauptstraße 49 a (Standort)                               | Ehemals Bauernhof, geschlossene Hofanlage                                             | Wohnhaus, zweigeschossiger giebelständiger Krüppelwalmdachbau mit verputztem Fachwerkobergeschoss, 18./19. Jh. | D-6-77-135-13 Wikidata | Ehemals Bauernhof, geschlossene Hofanlage                                             |
| Hauptstraße 49 a (Standort)                               | Ehemals Bauernhof, geschlossene Hofanlage                                             | Nebengebäude, zweigeschossiger giebelständiger Krüppelwalmdachbau mit seitlich vorkragendem verputztem Fachwerkobergeschoss, 18./19. Jh. | D-6-77-135-13 Wikidata | Ehemals Bauernhof, geschlossene Hofanlage                                             |
| Hauptstraße 49 a (Standort)                               | Ehemals Bauernhof, geschlossene Hofanlage                                             | Scheune, verputzter Fachwerkbau mit Satteldach, 18./19. Jh. | D-6-77-135-13 Wikidata | BW                                                                                    |
| Hauptstraße 49, 49 a (Standort)                           | Ehemals Bauernhof, geschlossene Hofanlage                                             | Hoftor, Korbbogen über Pilastern mit Radabweisern, bez. 1825 | D-6-77-135-13 Wikidata | Ehemals Bauernhof, geschlossene Hofanlage                                             |
| Hauptstraße 59, 60 (Standort)                             | Ehemalige Häfnerei                                                                    | Eingeschossiges Doppelhaus mit Fachwerkgiebel sowie Zwerchhäusern mit Zierfachwerk, 18. Jh., historistische Zwerchhäuser um 1900 angebauter Brennofen | D-6-77-135-48 Wikidata | Ehemalige Häfnerei                                                                    |
| Nähe Herrngasse (Standort)                                | Bildstock                                                                             | mit Kreuzigungsrelief, bez. 1664 | D-6-77-135-26 Wikidata | BW                                                                                    |
| Kirchberg, Ecke Steige (Standort)                         | Bildstock                                                                             | 17. Jahrhundert nicht nachqualifiziert, im Bayerischen Denkmal-Atlas nicht kartiert | D-6-77-135-22          | BW                                                                                    |
| Kirchberg 1 (Standort)                                    | Wohnhaus                                                                              | Eingeschossiges verputztes Fachwerkhaus mit giebelständigem Satteldach, 18. Jh. | D-6-77-135-17 Wikidata | BW                                                                                    |
| Kirchberg 2 (Standort)                                    | Wohnhaus                                                                              | Eingeschossiger Satteldachbau mit verputztem Fachwerkgiebel in Ecklage, 18. Jh., Erdgeschoss verändert | D-6-77-135-18 Wikidata | BW                                                                                    |
| Kirchberg 2, in der Gartenmauer (Standort)                | Bildstock                                                                             | Abgefaster Pfeiler mit Postament sowie korbbogigem Flachnischenaufsatz über gemauertem Tischsockel in Gartenmauer, Sandstein, 1. Hälfte 19. Jh. | D-6-77-135-18 Wikidata | Bildstock                                                                             |
| Kirchberg 8 (Standort)                                    | Bildstock                                                                             | Vergittertes Bildhäuschen mit kreuzbekröntem Treppengiebel und eingestellter Madonna, Sandstein und Schmiedeeisen, neugotisch, 2. Hälfte 19. Jh. | D-6-77-135-21 Wikidata | BW                                                                                    |
| Kirchberg 10 (Standort)                                   | Katholisches Pfarrhaus                                                                | Freistehender zweigeschossiger Walmdachbau mit geohrten Sandsteinrahmungen, 18./19. Jh. | D-6-77-135-19 Wikidata | Katholisches Pfarrhaus                                                                |
| Kirchberg 12 (Standort)                                   | Katholische Pfarrkirche St. Jakobus der Ältere                                        | Saalkirche mit eingezogenem Dreiseitchor und einseitig abgewalmtem Satteldach sowie seitlichem Turm mit Spitzhelm, Putzfassade mit Sandsteingliederungen, klassizistisches Kirchenschiff bez. 1814, von Friedrich Streiter, Turm im Kern frühes 17. Jh.; mit Ausstattung | D-6-77-135-20 Wikidata | Katholische Pfarrkirche St. Jakobus der Ältere                                        |
| Kirchberg 12 (Standort)                                   | Kirchhofmauer                                                                         | Torpfeiler mit glasierten Tonreliefs und Kugelbekrönungen sowie Mauerwerk mit eingefügten Sandsteinspolien, im Kern mittelalterlich, Umbauten 18.- frühes 20. Jh. | D-6-77-135-20 Wikidata | Kirchhofmauer                                                                         |
| Kirchberg 12 (Standort)                                   | Bildsäule                                                                             | Sockel mit Säule und bekrönender Figur des hl. Michael, Sandstein, 1913 | D-6-77-135-20 Wikidata | Bildsäule                                                                             |
| Lauterhof, Trieb (Standort)                               | Bildstock                                                                             | Abgefaster Pfeiler mit Postament sowie Nischenaufsatz mit Kreuztonnendach, Sandstein, bez. 1685 | D-6-77-135-29 Wikidata | BW                                                                                    |
| Mühlgasse 3 (Standort)                                    | Wohnhaus                                                                              | Eingeschossiger Halbwalmdachbau mit geohrten Sandsteinrahmungen und verputztem Fachwerkgiebel über hohem Kellergeschoss mit Freitreppe, bez. 1786 | D-6-77-135-23 Wikidata | BW                                                                                    |
| Nähe Pfarrer-Spielmann-Straße (Standort)                  | Bildstock                                                                             | Pfeiler mit Postament und rundbogigem Flachnischenaufsatz über gemauertem Tischsockel, Sandstein, bez. 1825, erneuert | D-6-77-135-27 Wikidata | BW                                                                                    |
| Nähe Marktheidenfelder Straße; Hafenlohrbrücke (Standort) | Kreuzschlepper                                                                        | bez. 1729 nicht nachqualifiziert, im Bayerischen Denkmal-Atlas nicht kartiert | D-6-77-135-25 Wikidata | BW                                                                                    |
| Hafenlohrbrücke (Standort)                                | Nepomuk-Figur                                                                         | bez. 1728 nicht nachqualifiziert, im Bayerischen Denkmal-Atlas nicht kartiert | D-6-77-135-24 Wikidata | BW                                                                                    |

### Windheim
| Lage                                             | Objekt                                                                                        | Beschreibung | Akten-Nr.              | Bild                                                                                          |
| ------------------------------------------------ | --------------------------------------------------------------------------------------------- | --- | ---------------------- | --------------------------------------------------------------------------------------------- |
| Am Brunnstutz (Standort)                         | Bildstock                                                                                     | Konischer Pfeiler mit rundbogigem Flachnischenaufsatz über gemauertem Tischsockel, Sandstein bez. 1829 (Kopie) | D-6-77-135-35 Wikidata | Bildstock                                                                                     |
| Dorfstraße 23, im Garten (Standort)              | Bildstock                                                                                     | Konischer Pfeiler mit rundbogigem Flachnischenaufsatz über Tischsockel, Sandstein, 1807 | D-6-77-135-36 Wikidata | Bildstock                                                                                     |
| Erlenhallenweg, Untere Erlenhalle (Standort)     | Bildstock                                                                                     | Postament mit Pfeiler und kreuzbekröntem Reliefaufsatz 'Pietà', Sandstein, Barock, bez. 1693 | D-6-77-135-46          | Bildstock                                                                                     |
| Erlenhallenweg, Untere Erlenhalle ()             | Bildstock                                                                                     | Sockel mit Pfeiler und Tonnendach-Nischenaufsatz (beschädigt), monolithischer Sandstein, bez. 1810 nicht nachqualifiziert, im Bayerischen Denkmal-Atlas nicht kartiert                                                        | D-6-77-135-45 Wikidata |                                                                                               |
| Hafenlohrer Weg, an Leichenwagenhalle (Standort) | Bildstock                                                                                     | Sockel mit Postament und Säule sowie vierseitigem Aufsatz mit Kuppeldach und Kreuzbekrönung, Sandstein, bez. 1704 | D-6-77-135-39 Wikidata | BW                                                                                            |
| Pfeilersellern; am alten Steinbruch (Standort)   | Bildstock                                                                                     | bez. 1847 nicht nachqualifiziert, im Bayerischen Denkmal-Atlas nicht kartiert | D-6-77-135-40 Wikidata | BW                                                                                            |
| Lauterboden (Standort)                           | Bildstock                                                                                     | Konischer Pfeiler mit rundbogigem Flachnischenaufsatz über gemauertem Tischsockel, Sandstein, bez. 1835 | D-6-77-135-43 Wikidata | Bildstock                                                                                     |
| an der Käsreuse (Standort)                       | Bildstock                                                                                     | bez. 1820; nicht nachqualifiziert | D-6-77-135-47 Wikidata | BW                                                                                            |
| Gemarkungsgrenze Windheim/Hafenlohr ()           | Bildstock                                                                                     | bez. 1668 nicht nachqualifiziert, im Bayerischen Denkmal-Atlas nicht kartiert | D-6-77-135-41 Wikidata |                                                                                               |
| Hafenlohrtalstraße 10 (Standort)                 | Katholische Kuratiekirche St. Cyriakus                                                        | Verzogenes Oktogon mit verkürztem Rhombendach über Substruktion mit seitlichen Anbauten sowie Turm mit flachem Satteldach, Stahlbetonbau mit Sandsteinverkleidung, Nachkriegsmoderne, bez. 1962; mit historischer Ausstattung | D-6-77-135-37 Wikidata | weitere Bilder                                                                                |
| Hafenlohrtalstraße 10 (Standort)                 | Bildstock                                                                                     | Inschriftpostament mit Säule sowie rundbogigem Flachnischenaufsatz mit einfachem Engelskopf, Sandstein, bez. 1829 | D-6-77-135-37 Wikidata | weitere Bilder                                                                                |
| Hafenlohrtalstraße 10 (Standort)                 | Bildstock                                                                                     | Diamantiertes Postament mit Säule und rundbogigem Flachnischenaufsatz mit Kreuzbekrönung, Sandstein, bez. 1700 | D-6-77-135-37 Wikidata | weitere Bilder                                                                                |
| Marienbrunner Straße (Standort)                  | Bildstock                                                                                     | Tischsockel mit kreuzbekrönter Muschelnische, Sandstein, 18. Jh., Veränderung 19./20. Jh. | D-6-77-135-42 Wikidata | BW                                                                                            |
| Wengert; Pfad nach Bergrothenfels ()             | Bildstock                                                                                     | 1800 nicht nachqualifiziert, im Bayerischen Denkmal-Atlas nicht kartiert | D-6-77-135-38 Wikidata |                                                                                               |
| Untere Erlenhalle (Standort)                     | Bildstock                                                                                     | Mit rundbogigem Flachnischenaufsatz, Sandstein, bez. 1835 | D-6-77-135-44          | Bildstock                                                                                     |
| Windheim 71 (Standort)                           | Ehemals Würzburgisches Gestüt, seit 1790 Gutshof, ab 1848 Fürstlich-Löwensteinsches Forsthaus | Wohnhaus, freistehender zweigeschossiger Halbwalmdachbau mit Sandsteinrahmungen und Sandsteinkartusche mit würzburgischem Wappen sowie angeschlossenem Wirtschaftstrakt, bez. 1794                                            | D-6-77-135-34          | weitere Bilder                                                                                |
| Windheim 71 (Standort)                           | Ehemals Würzburgisches Gestüt, seit 1790 Gutshof, ab 1848 Fürstlich-Löwensteinsches Forsthaus | Befestigungsmauer, Bruchsteinmauer mit Schießscharten und Resten von drei Rundtürmen, mittelalterlich/frühneuzeitlich | D-6-77-135-34          | Ehemals Würzburgisches Gestüt, seit 1790 Gutshof, ab 1848 Fürstlich-Löwensteinsches Forsthaus |
| Windheim 72 (Standort)                           | Ehemaliger Neustädter Klosterhof, nach 1803 Fürstlich-Löwensteinscher Wirtschaftshof          | Wohnhaus, zweigeschossiger Halbwalmdachbau mit geohrten Sandsteinrahmungen, Wappenkartusche über Portal, bez. 1795 | D-6-77-135-30 Wikidata | weitere Bilder                                                                                |
| Windheim 72 (Standort)                           | Ehemaliger Neustädter Klosterhof, nach 1803 Fürstlich-Löwensteinscher Wirtschaftshof          | Ehemalige Gutskapelle, einfacher Walmdachbau mit Aufzugsluke und eingezogenem Dreiseitchor, Bruchsteinmauerwerk mit Resten von Putzgliederungen und Vierpassmaßwerk, bez. 1794, Umbau nach 1803                               | D-6-77-135-30 Wikidata | weitere Bilder                                                                                |
| Windheim 72 (Standort)                           | Ehemaliger Neustädter Klosterhof, nach 1803 Fürstlich-Löwensteinscher Wirtschaftshof          | Mauer und Nebengebäude, Bruchstein, 18. Jh. | D-6-77-135-30 Wikidata | Ehemaliger Neustädter Klosterhof, nach 1803 Fürstlich-Löwensteinscher Wirtschaftshof          |
| Windheim 72 (Standort)                           | Katholische Kapelle                                                                           | Satteldachbau mit Dreiseitchor, Giebelreiter mit Spitzhelm, Sandsteinfassade mit Strebepfeilern und Spitzbogenöffnungen, neugotisch, Heinrich Hübsch, 1866                                                                    | D-6-77-135-32 Wikidata | weitere Bilder                                                                                |